# فتيان عيد الميلاد (رواية)
فتيان عيد الميلاد (بالإنجليزية: The Birthday Boys)‏ هي رواية للكاتبة الإنجليزية بيريل بينبريدج، نشرت عام 1991، لأول مرة عن دار نشر داكوورث. 